# قناة الزيتونة هداية
قناة الزيتونة هداية (بالفرنسية: Zitouna Hidaya TV)‏ هي قناة تلفزيونية تونسية دينية خاصة. عند تأسيسها في 2013، أصبحت ثاني قناة يطلقها أسامة بن سالم بعد قناة الزيتونة.

## مقالات ذات صلة
- قناة الزيتونة

## روابط خارجية
- الموقع الرسمي.
- الصفحة الرسمية للقناة على الفيسبوك.